# Cirrhitichthys bleekeri
Cirrhitichthys bleekeri är en fiskart som beskrevs av Day, 1874. Cirrhitichthys bleekeri ingår i släktet Cirrhitichthys och familjen Cirrhitidae. Inga underarter finns listade i Catalogue of Life.